# Australia's Next Top Model (mùa 9)
Mùa thứ chín của Australia's Next Top Model bắt đầu phát sóng vào ngày 30 tháng 4 năm 2015 trên Fox8. Jennifer Hawkins và Alex Perry đã quay lại làm giám khảo trong mùa giải này, trong khi Cheyenne Tozzi lại được bổ sung vào vai một người đồng sự mới cùng với Didier Cohen, người trước đây từng là một giám khảo trước đó.
Điểm đến quốc tế của mùa này New York dành cho top 4.
Người chiến thắng trong cuộc thi này là Brittany Beattie, 20 tuổi Whittlesea. Cô giành được các giải thưởng cho mùa này bao gồm:
- 1 hợp đồng người mẫu với IMG Models trong một năm
- Lên ảnh bìa cùng với 8 trang biên tập cho tạp chí Elle
- 1 chuyến đi đến New York cho New York Fashion Week trị giá $20,000 từ TRESemmé
- 1 chiếc xe Mazda2 Genki

## Tóm tắt mùa giải
Mùa này có 12 thí sinh mới với một thí sinh nữa được thêm vào là người chiến thắng cuộc thi Australia's Next Top Selfie. Trái ngược với hai mùa trước đây, không có tập phim casting diễn ra trong mùa giải này. Một hệ thống chấm điểm mới đã được thực hiện trong chương trình, với các thí sinh nhận được điểm số trên cả những thử thách và buổi chụp hình để xác định ai sẽ về nhà.

### Yêu cầu
Tất cả thí sinh đăng ký phải từ 16 tới 21 tuổi để đăng ký và phải cao từ 1m72 trở nên. Để có đủ điều kiện, tất cả các thí sinh phải là một công dân Úc hiện đang sinh sống tại Úc. Các yêu cầu bổ sung cho biết thí sinh không thể có kinh nghiệm trước đây như một người mẫu trong một chiến dịch trong vòng 5 năm qua và nếu một thí sinh được đại diện bởi một đại lý hoặc một người quản lý, cô ấy phải chấm dứt sự đại diện đó trước cuộc thi.

### Sơ tuyển
Các buổi sơ tuyển đã được tổ chức một lần tại Newcastle, Gold Coast, Adelaide và Perth. Họ đã được tổ chức tại hai địa điểm khác nhau ở Sydney và Melbourne.
Ngoài vòng sơ tuyển, một cuộc thi trực tuyến được gọi là Australia's Next Top Selfie được tổ chức cho những người mẫu không thể tham gia vòng sơ tuyển. Các ứng viên được yêu cầu gửi một bức ảnh được gắn thẻ #antmselfie trên Instagram, Twitter hoặc Facebook. Tất cả các yêu cầu thử giọng trực tiếp vẫn được áp dụng và người chiến thắng sẽ được tham gia vào chương trình.

### Khách mời đặc biệt
Thay vì tìm kiếm người thay thế cho Charlotte Dawson cuối chương trình, chương trình đã chọn tham gia vào giám khảo sẽ là một khách mời đặc biệt cho mỗi tuần. Giám đốc điều hành của kênh truyền hình Brian Walsh giải thích: "Cả nhóm trong chương trình đã bị ảnh hưởng sâu sắc bởi sự mất mát của Charlotte hồi đầu năm nay. Chúng tôi cảm thấy chương trình này sẽ không bao giờ giống nhau nếu không có cô ấy và năm 2015 chúng tôi sẽ chào đón giám khảo khách mời đặc biệt mỗi tuần để tham gia vào ban giám khảo như trong tâm trí của chúng tôi: Charlotte là không thể thay thế".

## Thí sinh
(Tuổi tính từ ngày dự thi)
| Thí sinh         | Tuổi | Chiều cao               | Quê quán   | Bị loại ở | Hạng |
| ---------------- | ---- | ----------------------- | ---------- | --------- | ---- |
| Kaitlyn Bennett  | 19   | 1,75 m (5 ft 9 in)      | Mandurah   | Tập 1     | 13   |
| Cassie Hargrave  | 16   | 1,79 m (5 ft 10+1⁄2 in) | Gold Coast | Tập 2     | 12   |
| Ayieda Malou     | 17   | 1,79 m (5 ft 10+1⁄2 in) | Perth      | Tập 3     | 11   |
| Phoebe Dešković  | 17   | 1,77 m (5 ft 9+1⁄2 in)  | Sydney     | Tập 4     | 10   |
| Zahra Thalari    | 18   | 1,79 m (5 ft 10+1⁄2 in) | Sydney     | Tập 5     | 9    |
| Tanahya Cohen    | 18   | 1,77 m (5 ft 9+1⁄2 in)  | Caloundra  | Tập 5     | 8    |
| Izi Simundic     | 21   | 1,74 m (5 ft 8+1⁄2 in)  | Newcastle  | Tập 6     | 7    |
| Jordan Burridge  | 16   | 1,79 m (5 ft 10+1⁄2 in) | Gold Coast | Tập 7     | 6    |
| Lauren Ericson   | 16   | 1,76 m (5 ft 9+1⁄2 in)  | Melbourne  | Tập 8     | 5    |
| Jess Thomas      | 18   | 1,74 m (5 ft 8+1⁄2 in)  | Perth      | Tập 9     | 4    |
| Alex Sinadinovic | 18   | 1,72 m (5 ft 7+1⁄2 in)  | Wollongong | Tập 9     | 3    |
| Lucy Markovic†   | 16   | 1,81 m (5 ft 11+1⁄2 in) | Gold Coast | Tập 10    | 2    |
| Brittany Beattie | 20   | 1,77 m (5 ft 9+1⁄2 in)  | Whittlesea | Tập 10    | 1    |

## Các tập

### Tập 1: Find out what happens in the first episode in the new season!
Khởi chiếu: 30 tháng 4 năm 2015
12 cô gái mới từ khắp cả nước đã được gặp nhau lần đầu tiên. Sau đó họ đã được gặp ban giám khảo và đã tham gia thử thách trình diễn thời trang đầu tiên trước 400 vị khách VIP. Trước khi buổi trình diễn thời trang bắt đầu, họ đã được nhận một chút động viên từ cố vấn của họ là Cheyenne Tozzi & Didier Cohen.
Ngày hôm sau, họ được di chuyển tới ngôi nhà chung của mình và đã được biết điểm thử thách của mình là Lucy là người giành số điểm cao nhất với 9 điểm. Sau đó, họ đã có buổi chụp hình đầu tiên là ảnh chân dung trắng đen tự nhiên, trong khi họ sẽ được chỉ dẫn bởi siêu mẫu Victoria's Secret Alessandra Ambrosio trong suốt buổi chụp hình. Vào buổi đánh giá ngày tiếp theo với sự xuất hiện của giám khảo khách mời là Alessandra Ambrosio, Alex có tấm ảnh đẹp nhất với tổng điểm là 35 còn Kaitlyn là thí sinh đầu tiên bị loại với 20.5 điểm.
| Điểm | Điểm     | Điểm | Điểm     | Điểm       | Điểm     | Điểm | Điểm |
| ---- | -------- | ---- | -------- | ---------- | -------- | ---- | ---- |
| Hạng | Thí sinh | Alex | Jennifer | Alessandra | T. Thách | Tổng |      |
| 1    | Alex     | 9    | 9        | 9          | 8        | 35   |      |
| 2    | Brittany | 9.5  | 8.5      | 9          | 5        | 32   |      |
| 3    | Izi      | 9    | 7.5      | 8          | 7        | 31.5 |      |
| 4    | Ayieda   | 8    | 9        | 9.5        | 4        | 30.5 |      |
| 5    | Tanahya  | 24   | 24       | 24         | 6        | 30   |      |
| 6    | Jess     | 23.5 | 23.5     | 23.5       | 5        | 28.5 |      |
| 7    | Lucy     | 7    | 6        | 6          | 9        | 28   |      |
| 8    | Lauren   | 18   | 18       | 18         | 8        | 26   |      |
| 9    | Phoebe   | 7.5  | 12.5     | 12.5       | 5        | 25   |      |
| 10   | Jordan   | 17   | 17       | 17         | 7        | 24   |      |
| 11   | Cassie   | 5    | 5.5      | 7.5        | 4        | 22   |      |
| 12   | Kaitlyn  | 4    | 5.5      | 5          | 6        | 20.5 |      |

- Nhiếp ảnh gia: Gary Heery
- Khách mời đặc biệt: Alessandra Ambrosio

### Tập 2: How will the models go in the second week?
Khởi chiếu: 7 tháng 5 năm 2015
Jennifer đã đến gặp 11 cô gái còn lại tại ngôi nhà chung để gây bất ngờ cho họ với tin nhắn từ Kim Kardashian cho họ về thử thách trở thành blogger thời trang cho Kardashian Kollection, trong khi họ được ghép cặp với nhau và phải tự phối đồ từ Kardashian Kollection cùng với chụp hình tạo dáng trên đường phố cho Instagram. Kết quả là Izi chiến thắng thử thách và bức ảnh của cô sẽ được đăng lên trên Instagram cá nhân của Kim và trên Instagram của Kardashian Kollection, cô cũng sẽ được 9.5 điểm thử thách.
Ngày hôm sau, họ đã có buổi chụp hình tiếp theo trong phong cách của những tính cách khác nhau tùy theo cá tính của cô ấy. Vào buổi đánh giá ngày tiếp theo với sự xuất hiện của giám khảo khách mời là Kelly Osbourne, Lucy có tấm ảnh đẹp nhất với 33 điểm còn Cassie là thí sinh tiếp theo bị loại với 22.5 điểm. Sau khi Cassie bị loại, Jennifer đã thông báo với các cô gái còn lại là sẽ có thêm thí sinh thứ 13 tham gia vào cuộc thi với tư cách là thí sinh chiến thắng cuộc thi Australia's Next Top Selfies, Zahra.
| Điểm | Điểm     | Điểm | Điểm     | Điểm  | Điểm     | Điểm | Điểm |
| ---- | -------- | ---- | -------- | ----- | -------- | ---- | ---- |
| Hạng | Thí sinh | Alex | Jennifer | Kelly | T. Thách | Tổng |      |
| 1    | Lucy     | 26   | 26       | 26    | 7        | 33   |      |
| 2    | Alex     | 23   | 23       | 23    | 8.5      | 31.5 |      |
| 3    | Izi      | 7.5  | 13       | 13    | 9.5      | 30   |      |
| 4    | Tanahya  | 6    | 8.5      | 10    | 5        | 29.5 |      |
| 5    | Ayieda   | 7.5  | 9        | 8     | 4.5      | 29   |      |
| 6    | Jess     | 9    | 14.5     | 14.5  | 5        | 28.5 |      |
| 7-8  | Lucy     | 22   | 22       | 22    | 6        | 28   |      |
| 7-8  | Lauren   | 23   | 23       | 23    | 5        | 28   |      |
| 9    | Brittany | 5    | 8        | 7     | 7        | 27   |      |
| 10   | Phoebe   | 6    | 7        | 5     | 6        | 24   |      |
| 11   | Cassie   | 5    | 7.5      | 4     | 6        | 22.5 |      |

- Nhiếp ảnh gia: Nick Scott
- Khách mời đặc biệt: Kim Kardashian, Kelly Osbourne

### Tập 3: They're first travel for a modelling gig!
Khởi chiếu: 14 tháng 5 năm 2015
Jennifer đã đến gặp 11 cô gái còn lại tại ngôi nhà chung để thông báo rằng là họ sẽ được đưa tới Melbourne cho buổi tổ chức sự kiện thảm đỏ chào mừng đêm khai mạc triển lãm của nhà thiết kế Jean Paul Gaultier. Khi tới nơi, họ chỉ có 1 tiếng để phối đồ từ Jean Paul Gaultier, làm tóc và trang điểm cho đêm khai mạc tại Phòng trưng bày Quốc gia Victoria và trên thảm đỏ, họ sẽ phải đối mặt với một cuộc phỏng vấn với các thành viên báo chí về phong cách cá nhân của họ. Kết quả là Brittany là người gây ấn tượng nhất nên sẽ được 9 điểm thử thách.
Ngày hôm sau, họ được đưa tới đường Hosier Lane cho buổi chụp hình tiếp theo trong thiết kế của Jean Paul Gaultier. Vào buổi đánh giá ngày hôm sau ngay sau khi họ quay về Sydney với sự xuất hiện của giám khảo khách mời là Jean Paul Gaultier, Brittany & Lauren đều có tấm ảnh đẹp nhất với 34 điểm còn Ayieda là thí sinh tiếp theo bị loại với 22 điểm. Sau khi Ayieda bị loại, Jean Paul đã làm ngạc nhiên các cô gái còn lại bằng cách chọn một trong số họ để trình diễn thời trang cho chương trình sắp tới của ông trong Paris Fashion Week và Brittany là người được chọn.
| Điểm | Điểm     | Điểm     | Điểm | Điểm      | Điểm     | Điểm | Điểm |
| ---- | -------- | -------- | ---- | --------- | -------- | ---- | ---- |
| Hạng | Thí sinh | Jennifer | Alex | Jean Paul | T. Thách | Tổng |      |
| 1    | Brittany | 8        | 9    | 8         | 9        | 34   |      |
| 1    | Lauren   | 9.5      | 8    | 9         | 7.5      | 34   |      |
| 3    | Alex     | 16.5     | 16.5 | 7         | 7        | 30.5 |      |
| 4    | Lucy     | 8        | 8    | 7.5       | 6        | 29.5 |      |
| 5    | Izi      | 22.5     | 22.5 | 22.5      | 6        | 28.5 |      |
| 6-7  | Phoebe   | 19.5     | 19.5 | 19.5      | 8.5      | 28   |      |
| 6-7  | Tanahya  | 21       | 21   | 21        | 7        | 28   |      |
| 8    | Jess     | 7.5      | 8    | 4.5       | 6        | 26   |      |
| 9    | Jordan   | 6        | 8    | 5.5       | 6        | 25.5 |      |
| 10   | Zahra    | 6.5      | 6    | 5         | 6        | 23.5 |      |
| 11   | Ayieda   | 6        | 5    | 4         | 7        | 22   |      |

- Nhiếp ảnh gia: Nick Leary
- Khách mời đặc biệt: Jean Paul Gaultier

### Tập 4: It's makeover time!
Khởi chiếu: 21 tháng 5 năm 2015
10 cô gái còn lại được đưa tới một tiệm salon để nhận diện mạo mới của mình và ngay sau đó, họ đã có thử thách chụp hình cho chiến dịch quảng cáo của TRESemmé, khi họ sẽ tạo dáng cùng với diện mạo mới của mình chỉ trong 5 lần bấm máy. Kết quả là Jess chiến thắng thử thách nên sẽ được xuất hiện trên chiến dịch quảng cáo cho TRESemmé sắp tới và sẽ được 10 điểm thử thách.
Ngày hôm sau, họ được đưa đến bãi biển Bondi cho buổi chụp hình tiếp theo trong đồ bơi với 3 người mẫu nam, trong khi họ sẽ được người mẫu Elyse Taylor chỉ dẫn trong suốt buổi chụp hình. Vào buổi đánh giá ngày tiếp theo với sự xuất hiện của giám khảo khách mời là Elyse Taylor, Jess có tấm ảnh đẹp nhất với 35 điểm còn Phoebe là thí sinh tiếp theo bị loại với 22 điểm.
| Điểm | Điểm     | Điểm | Điểm     | Điểm  | Điểm     | Điểm | Điểm |
| ---- | -------- | ---- | -------- | ----- | -------- | ---- | ---- |
| Hạng | Thí sinh | Alex | Jennifer | Elyse | T. Thách | Tổng |      |
| 1    | Jess     | 8.5  | 9        | 7.5   | 10       | 35   |      |
| 2    | Brittany | 10   | 18.5     | 18.5  | 5        | 33.5 |      |
| 3-4  | Alex     | 7    | 8        | 8     | 9.5      | 32.5 |      |
| 3-4  | Izi      | 9.5  | 17       | 17    | 6        | 32.5 |      |
| 5    | Jordan   | 9    | 16       | 16    | 6        | 31   |      |
| 6    | Lucy     | 14   | 14       | 6     | 9        | 29   |      |
| 7    | Lauren   | 14.5 | 14.5     | 6     | 8        | 28.5 |      |
| 8    | Zahra    | 18.5 | 18.5     | 18.5  | 5        | 23.5 |      |
| 9    | Tanahya  | 5    | 7        | 6     | 5        | 23   |      |
| 10   | Phoebe   | 4    | 6        | 5     | 7        | 22   |      |

- Nhiếp ảnh gia: Travis Grace
- Khách mời đặc biệt: Joh Bailey, Mineli Galiano, Elyse Taylor

### Tập 5: Double elimination week...
Khởi chiếu: 28 tháng 5 năm 2015
Jennifer đã đến gặp 9 cô gái còn lại tại ngôi nhà chung để tiết lộ rằng tuần này sẽ có hai người bị loại và thử thách lần này, khi họ sẽ phải tự chia thành ba nhóm 3 người và được ra một bãi biển cho buổi chụp hình chuyển động cho kem chống nắng Jbronze của Jennifer Hawkins. Kết quả là Izi, Jess & Lucy chiến thắng thử thách nên ảnh của họ sẽ được dùng trong chiến dịch quảng cáo cho Jbronze cùng với một năm sử dụng kem chống nắng Jbronze, họ cũng sẽ được 9 điểm thử thách.
Ngày hôm sau, họ đã có buổi chụp hình tiếp theo tái tạo lại từ bức ảnh áo sơ mi trắng theo nhóm trong thời trang thập niên 1990, trong khi họ sẽ được chỉ dẫn bởi siêu mẫu Linda Evangelista trong suốt buổi chụp hình. Vào buổi đánh giá ngày tiếp theo với sự xuất hiện của giám khảo khách mời là Linda Evangelista, Jordan có màn thể hiện tốt nhất với 35.5 điểm còn Tanahya với 27.5 điểm cùng Zahra với 26.5 điểm, khiến họ là 2 thí sinh tiếp theo bị loại.
| Điểm | Điểm     | Điểm     | Điểm | Điểm  | Điểm     | Điểm | Điểm |
| ---- | -------- | -------- | ---- | ----- | -------- | ---- | ---- |
| Hạng | Thí sinh | Jennifer | Alex | Linda | T. Thách | Tổng |      |
| 1    | Jordan   | 17       | 17   | 10    | 8.5      | 35.5 |      |
| 2-4  | Jess     | 8.5      | 17   | 17    | 9        | 34.5 |      |
| 2-4  | Lucy     | 8        | 8    | 9.5   | 9        | 34.5 |      |
| 2-4  | Lauren   | 9        | 9    | 9.5   | 7        | 34.5 |      |
| 5    | Brittany | 8        | 9    | 10    | 7        | 34   |      |
| 6    | Izi      | N/A      | 8    | N/A   | 9        | 30.5 |      |
| 7    | Alex     | 8.5      | 5    | 7.5   | 8.5      | 29.5 |      |
| 8    | Tanahya  | 7        | 6    | 7.5   | 7        | 27.5 |      |
| 9    | Zahra    | 7        | 4    | 7     | 8.5      | 26.5 |      |

- Nhiếp ảnh gia: Pierre Toussaint
- Khách mời đặc biệt: Linda Evangelista

### Tập 6: A week to become a fearless model...
Khởi chiếu: 4 tháng 6 năm 2015
7 cô gái còn lại được đưa tới toà nhà AMP Building cho thử thách trình diễn thời trang cho Miss Shop Myer, trong khi họ sẽ phải đi từ trên sàn diễn từ tầng cao nhất của toà nhà AMP Building xuống dưới mặt đất. Kết quả là Alex chiến thắng thử thách nên sẽ được xuất hiện trong chiến dịch Xuân-Hè 2016 cho Miss Shop Australia cùng với một chuyến mua sắm trị giá $5.000 từ Miss Shop Myer, cô cũng sẽ được 9.5 điểm thử thách.
Ngày hôm sau, họ được đưa đến vòng đua Valvoline cho buổi chụp hình tiếp theo cho 8 trang biên tập của tạp chí Cosmopolitan khi họ sẽ phải tạo dáng trước những tay đua xe ở xung quanh họ, trong khi các cô gái sẽ được chỉ dẫn bởi người mẫu Alexandra Agoston trong suốt buổi chụp hình. Vào buổi đánh giá ngày tiếp theo với sự xuất hiện của giám khảo khách mời là Alexandra Agoston, Jordan là người đã gây ấn tượng với Nicole nhiều nhất nên cô sẽ được xuất hiện trong 2 trang biên tập. Kết quả là Alex có tấm ảnh đẹp nhất với 29.5 còn Izi & Lucy đều cùng có số điểm thấp nhất là 25.5 điểm nên ban giám khảo sẽ quyết định cứu thí sinh họ nghĩ có tiềm năng người mẫu lớn hơn. kết quả là Lucy được cứu với 2 phiếu bình chọn còn Izi là thí sinh tiếp theo bị loại.
| Điểm | Điểm     | Điểm | Điểm     | Điểm      | Điểm     | Điểm | Điểm |
| ---- | -------- | ---- | -------- | --------- | -------- | ---- | ---- |
| Hạng | Thí sinh | Alex | Jennifer | Alexandra | T. Thách | Tổng |      |
| 1    | Alex     | 5    | 8        | 7         | 9.5      | 29.5 |      |
| 2    | Brittany | 5    | 15       | 15        | 9        | 29   |      |
| 3    | Lauren   | 5    | 13       | 13        | 9        | 27   |      |
| 4-5  | Jess     | 5    | 14.5     | 14.5      | 7        | 26.5 |      |
| 4-5  | Jordan   | 5    | 8        | 7         | 6.5      | 26.5 |      |
| 6    | Lucy     | 5    | 8        | 6         | 6.5      | 25.5 |      |
| 7    | Izi      | 5    | 7        | 6.5       | 7        | 25.5 |      |

- Nhiếp ảnh gia: Richard Freeman
- Khách mời đặc biệt Nicole Adolphe, Alexandra Agoston

### Tập 7: A week models became Hollywood Model...
Khởi chiếu: 11 tháng 6 năm 2015
6 cô gái còn lại được đưa tới trụ sở Mazda cho thử thách casting cho chiếc Mazda2 trước mặt 2 giám đốc của Mazda là Alastair Doak & Jaylee Osborne, khi họ sẽ có một khoảng thời gian ngắn để nghĩ ra cách quảng cáo cho xe với tư cách là người phát ngôn của hãng và phải chụp hình tạo dáng với xe. Kết quả là Lauren chiến thắng thử thách nên sẽ giành được giải thưởng tiền mặt trị giá $5.000, cô cũng sẽ được 8.5 điểm thử thách.
Ngày hôm sau, họ đã có buổi chụp hình tiếp theo theo phong cách đánh nhau, trong khi họ sẽ tạo dáng cùng với người mẫu- diễn viên Alyssa Sutherland. Vào buổi đánh giá ngày tiếp theo với sự xuất hiện của giám khảo khách mời là Alyssa Sutherland, Lucy có tấm ảnh đẹp nhất với 36.5 điểm còn Jordan là thí sinh tiếp theo bị loại với 30 điểm.
| Điểm | Điểm     | Điểm | Điểm     | Điểm   | Điểm     | Điểm | Điểm |
| ---- | -------- | ---- | -------- | ------ | -------- | ---- | ---- |
| Hạng | Thí sinh | Alex | Jennifer | Alyssa | T. Thách | Tổng |      |
| 1    | Lucy     | 10   | 9.5      | 10     | 7        | 36.5 |      |
| 2    | Lauren   | 9    | 9        | 8      | 8.5      | 34.5 |      |
| 3    | Alex     | 8.5  | 9        | 10     | 6.5      | 34   |      |
| 4    | Brittany | 9    | 8        | 10     | 6        | 33   |      |
| 5    | Jess     | 9    | 8.5      | 7      | 8        | 32.5 |      |
| 6    | Jordan   | 7.5  | 7.5      | 8      | 7        | 30   |      |

- Nhiếp ảnh gia: Simon Upton
- Khách mời đặc biệt: Alastair Doak, Jaylee Osborne, Alyssa Sutherland

### Tập 8: A week models become the confident model...
Khởi chiếu: 18 tháng 6 năm 2015
Jennifer đã đến gặp 5 cô gái còn lại tại ngôi nhà chung để thông báo về thử thách cho kem đánh răng Colgate Optic White, khi họ sẽ quay quảng cáo cho sản phẩm và sau đó thì họ đã có một buổi trình diễn thời trang cho Colgate Optic White, trong khi họ sẽ phải đi trên sàn diễn bằng băng chuyền. Kết quả là Lucy chiến thắng thử thách nên sẽ trở thành gương mặt mới cho chiến dịch quảng cáo sắp tới của Colgate, cô cũng sẽ được 9 điểm thử thách.
Ngày hôm sau, họ được đưa tới khách sạn QT Sydney cho buổi chụp hình tiếp theo hoá thân thành những vị khách VIP sau bữa tiệc và họ phải nổi bật trước những người mẫu khác xung quanh họ, trong khi họ sẽ được chỉ dẫn bởi người mẫu Megan Gale trong suốt buổi chụp hình. Vào buổi đánh giá ngày tiếp theo với sự xuất hiện của giám khảo khách mời là Megan Gale, Lucy có tấm ảnh ảnh đẹp nhất với 36 điểm còn Lauren là thí sinh tiếp theo bị loại với 30.5 điểm.
| Điểm | Điểm     | Điểm | Điểm     | Điểm  | Điểm     | Điểm | Điểm |
| ---- | -------- | ---- | -------- | ----- | -------- | ---- | ---- |
| Hạng | Thí sinh | Alex | Jennifer | Megan | T. Thách | Tổng |      |
| 1    | Lucy     | 9    | 9        | 9     | 9        | 36   |      |
| 2    | Alex     | 8.5  | 10       | 8.5   | 8.5      | 35.5 |      |
| 3    | Brittany | 9    | 10       | 9     | 7        | 35   |      |
| 4    | Jess     | 8    | 8        | 8     | 8        | 32   |      |
| 5    | Lauren   | 7    | 9        | 7     | 7.5      | 30.5 |      |

- Nhiếp ảnh gia: Georges Antoni
- Khách mời đặc biệt: Tina Kim, Brad Stapleton, Megan Gale

### Tập 9: Top 4 in New York...New York
Khởi chiếu: 25 tháng 6 năm 2015
Jennifer đến ngôi nhà chung để thông báo với 4 cô gái còn lại rằng họ sẽ đến New York ngay lúc này. Ngày hôm sau, họ đã tham gia vào thử thách casting cho trang sức Swarovski và tạp chí Elle trước khi đi đến trụ sở của IMG Models, Brittany chiến thắng thử thách nên sẽ nhận được trang sức trị giá $2.000 từ Swarovski cùng với việc được xuất hiện trong chiến dịch quảng cáo cho Swarovski trong tạp chí Multifacets, cô cũng sẽ được 8.5 điểm thử thách. Ngày tiếp theo, các cô gái đã được giới thiệu với siêu mẫu Coco Rocha cho một buổi học về tạo dáng.
Ngày hôm sau, các cô gái được đưa tới quận Meatpacking của Manhattan cho buổi chụp hình tiếp theo trong những bộ đồ thời trang mang tính avant-garde. Vào buổi đánh giá ngay sau khi họ quay về Sydney với sự xuất hiện của giám khảo khách mời là David Cunningham, Jennifer đã tiết lộ rằng sẽ chỉ có 2 thí sinh sẽ bước vào chung kết. Kết quả là Brittany là thí sinh chung kết đầu tiên với 32 điểm, Lucy là người thứ hai với 29.5 điểm còn Jess là thí sinh bị loại đầu tiên với 28.5 điểm và Alex là thí sinh thứ hai bị loại với 29 điểm.
| Điểm | Điểm     | Điểm     | Điểm | Điểm  | Điểm     | Điểm | Điểm |
| ---- | -------- | -------- | ---- | ----- | -------- | ---- | ---- |
| Hạng | Thí sinh | Jennifer | Alex | David | T. Thách | Tổng |      |
| 1    | Brittany | 8.5      | 8    | 7     | 8.5      | 32   |      |
| 2    | Lucy     | 8        | 7    | 7     | 7.5      | 29.5 |      |
| 3    | Alex     | 8        | 8    | 6     | 7        | 29   |      |
| 4    | Jess     | 7.5      | 7    | 8     | 6        | 28.5 |      |

- Nhiếp ảnh gia: Nigel Barker
- Khách mời đặc biệt: Anne Slowey, Nathalie Colin, David Cunningham, Coco Rocha, Nick Hudson

### Tập 10: And Australia's Next Top Model is...
Khởi chiếu: 2 tháng 7 năm 2015
Brittany và Lucy được di chuyển tới khách sạn The Darling để ở trong tuần cuối cùng của cuộc thi. Ngày hôm sau, họ đã có buổi chụp hình cuối cùng cho ảnh bìa và 8 trang biên tập cho tạp chí Elle.
Ngày tiếp theo, Cheyenne & Didier đã gặp Brittany và Lucy tại khách sạn để gây bất ngờ cho 2 cô gái khi mẹ của họ đến thăm. Sau đó, họ được gặp lại 11 thí sinh bị loại trước đó cho buổi trình diễn thời trang cuối cùng tại Trung tâm biểu diễn nghệ thuật Carriageworks, nơi siêu mẫu và nhà sáng lập Top Model Tyra Banks xuất hiện như là giám khảo khách mời đặc biệt cuối cùng của chương trình. Nhưng trước đó, từng người một đã.có một buổi nói chuyện riêng với Tyra. Sau buổi trình diễn, các giám khảo cùng với Tyra đã đánh giá về ảnh bìa của 2 thí sinh. Kết quả cuối cùng, Brittany là quán quân thứ chín của Australia's Next Top Model.
| Hạng | Thí sinh | Jennifer | Alex | Tyra | Tổng |
| 1    | Brittany | 10       | 10   | 10   | 30   |
| 2    | Lucy     | 10       | 9.5  | 9.5  | 29   |

- Nhiếp ảnh gia: Pierre Toussaint
- Khách mời đặc biệt: Justine Cullen, Tyra Banks

## Kết quả

### Điểm
(Tổng và Trung bình trong bảng được tính từ từng số điểm mỗi tập)
| Hạng | Thí sinh | Tập  | Tập  | Tập  | Tập  | Tập  | Tập  | Tập  | Tập  | Tập  | Tập | Tổng  | Trung bình |
| Hạng | Thí sinh | 1    | 2    | 3    | 4    | 5    | 6    | 7    | 8    | 9    | 10  | Tổng  | Trung bình |
| ---- | -------- | ---- | ---- | ---- | ---- | ---- | ---- | ---- | ---- | ---- | --- | ----- | ---------- |
| 1    | Brittany | 32   | 27   | 34   | 33,5 | 34   | 29   | 33   | 35   | 32   | 30  | 319,5 | 31,95      |
| 2    | Lucy     | 28   | 33   | 29,5 | 29   | 34,5 | 25,5 | 36,5 | 36   | 29,5 | 29  | 310,5 | 31,05      |
| 3    | Alex     | 35   | 31,5 | 30,5 | 32,5 | 29,5 | 29,5 | 34   | 35,5 | 29   |     | 287   | 31,89      |
| 4    | Jess     | 28,5 | 28,5 | 26   | 35   | 34,5 | 26,5 | 32,5 | 32   | 28,5 |     | 272   | 30,22      |
| 5    | Lauren   | 26   | 28   | 34   | 28,5 | 34,5 | 27   | 34,5 | 30,5 |      |     | 242,5 | 30,31      |
| 6    | Jordan   | 24   | 28   | 25,5 | 31   | 35,5 | 26,5 | 30   |      |      |     | 200,5 | 28,64      |
| 7    | Izi      | 31,5 | 30   | 28,5 | 32,5 | 30,5 | 25,5 |      |      |      |     | 178,5 | 29,75      |
| 8    | Tanahya  | 30   | 29,5 | 28   | 23   | 27,5 |      |      |      |      |     | 138   | 27,60      |
| 9    | Zahra    |      |      | 23,5 | 23,5 | 26,5 |      |      |      |      |     | 73,5  | 24,50      |
| 10   | Phoebe   | 25   | 24   | 28   | 22   |      |      |      |      |      |     | 99    | 24,75      |
| 11   | Ayieda   | 30,5 | 29   | 22   |      |      |      |      |      |      |     | 81,5  | 27,17      |
| 12   | Cassie   | 22   | 22,5 |      |      |      |      |      |      |      |     | 44,5  | 22,25      |
| 13   | Kaitlyn  | 20,5 |      |      |      |      |      |      |      |      |     | 20,5  | 20,50      |

     Thí sinh có điểm cao nhất.
     Thí sinh bị loại.
     Thí sinh có cùng điểm ở cuối bảng nhưng được an toàn.
     Thí sinh ở cuối bảng.

### Xếp hạng
| Thứ tự | Tập      | Tập      | Tập             | Tập      | Tập      | Tập      | Tập      | Tập      | Tập      | Tập      |
| Thứ tự | 1        | 2        | 3               | 4        | 5        | 6        | 7        | 8        | 9        | 10       |
| ------ | -------- | -------- | --------------- | -------- | -------- | -------- | -------- | -------- | -------- | -------- |
| 1      | Alex     | Lucy     | Brittany Lauren | Jess     | Jordan   | Alex     | Lucy     | Lucy     | Brittany | Brittany |
| 2      | Brittany | Alex     | Brittany Lauren | Brittany | Jess     | Brittany | Lauren   | Alex     | Lucy     | Lucy     |
| 3      | Izi      | Izi      | Alex            | Izi      | Lauren   | Lauren   | Alex     | Brittany | Alex     |          |
| 4      | Ayieda   | Tanahya  | Lucy            | Alex     | Lucy     | Jess     | Brittany | Jess     | Jess     |          |
| 5      | Tanahya  | Ayieda   | Izi             | Jordan   | Brittany | Jordan   | Jess     | Lauren   |          |          |
| 6      | Jess     | Jess     | Phoebe          | Lucy     | Izi      | Lucy     | Jordan   |          |          |          |
| 7      | Lucy     | Jordan   | Tanahya         | Lauren   | Alex     | Izi      |          |          |          |          |
| 8      | Lauren   | Lauren   | Jess            | Zahra    | Tanahya  |          |          |          |          |          |
| 9      | Phoebe   | Brittany | Jordan          | Tanahya  | Zahra    |          |          |          |          |          |
| 10     | Jordan   | Phoebe   | Zahra           | Phoebe   |          |          |          |          |          |          |
| 11     | Cassie   | Cassie   | Ayieda          |          |          |          |          |          |          |          |
| 12     | Kaitlyn  |          |                 |          |          |          |          |          |          |          |

     Thí sinh bị loại.
     Thí sinh có cùng điểm ở cuối bảng nhưng được an toàn.
     Thí sinh chiến thắng cuộc thi.
- Trong tập 2, Zahra tham gia cuộc thi vào cuối tập và do đó không nhận được điểm số đầu tiên của cô cho đến tập này.
- Trong tập 5, đã có loại trừ kép. Zahra đã bị loại sau khi điểm cô thấp hơn Alex trên bảng điểm. Mặc dù ghi được điểm cao hơn Zahra, Tanahya cũng không có ghi điểm cao hơn Alex.
- Trong tập 6, Izi và Lucy có điểm số thấp nhất là 25.5 và các giám khảo đã bỏ phiếu để cứu một trong số họ khỏi bị loại. Jen và Alex đã bỏ phiếu bình chọn để cứu Lucy, đưa 2/3 số phiếu để giữ an toàn và loại Izi khỏi cuộc thi.
- Trong tập 9, đã có loại trừ kép. Jess đã bị loại sau khi Lucy có điểm cao hơn cô trên bảng điểm. Mặc dù ghi được điểm cao hơn Jess, Alex cũng không có ghi điểm cao hơn Lucy.

### Buổi chụp hình
- Tập 1: Ảnh chân dung tự nhiên trắng đen
- Tập 2: Phong cách cá tính của tính cách
- Tập 3: Phong cách sang trọng ở Hosier Lane
- Tập 4: Đồ bơi với người mẫu nam
- Tập 5: Áo sơ mi trắng theo nhóm trong thời trang thập niên 1990
- Tập 6: Trang biên tập cho tạp chí Cosmopolitan ở vòng đua Valvoline
- Tập 7: Đánh nhau với người mẫu Alyssa Sutherland
- Tập 8: Những vị khách VIP sau bữa tiệc
- Tập 9: Avant-grade trên đường phố Manhattan
- Tập 10: Ảnh bìa tạp chí Elle

### Diện mạo mới
- Alex: Cắt đều và nhuộm màu sáng hơn
- Brittany: Nhuộm màu nâu đậm với highlight màu nâu đỏ
- Izi: Tạo 1 đường ở phần giữa với mái và cắt tấng
- Jess: Nhuộm màu đỏ đậm
- Jordan: Nhuộm nâu
- Lauren: Nhuộm vàng
- Lucy: Cắt ngắn tới vai và nhuộm màu socola nâu
- Phoebe: Tóc bob màu sáng
- Tanahya: Cắt ngắn tới vai và nhuộm vàng
- Zahra: Cắt đều